# Jan Kowalik
Jan Kowalik (ur. 13 lutego 1948 we Wronowie) – polski polityk, samorządowiec, nauczyciel, poseł na Sejm X, I i II kadencji.

## Życiorys
Był agronomem, zootechnikiem i kierownikiem zakładu w Państwowych Gospodarstwach Rolnych województwa zamojskiego. W 1975 ukończył studia na Wydziale Rolnym Akademii Rolniczej w Lublinie. W 1976 podjął pracę jako nauczyciel przedmiotów zawodowych w Zespole Szkół Rolniczych w Różańcu. Działał w Związku Młodzieży Wiejskiej i Zjednoczonym Stronnictwie Ludowym. Był posłem X kadencji z okręgu zamojskiego z ramienia ZSL oraz I i II kadencji wybieranym w okręgach chełmsko-zamojskim i zamojskim z listy Polskiego Stronnictwa Ludowego. W 1997 i 2007 bez powodzenia kandydował z listy PSL do Sejmu.
W 1998 i 2002 wybierany na radnego sejmiku lubelskiego I i II kadencji, w wyborach samorządowych w 2006 uzyskał reelekcję na następną kadencję. W 2010 i w 2014 również utrzymywał mandat radnego. W 2018 nie ubiegał się o reelekcję.
Odznaczony Medalem 40-lecia Polski Ludowej (1984), Złotym Krzyżem Zasługi (1985) oraz Krzyżem Kawalerskim Orderu Odrodzenia Polski (1999).